# Josh Henderson

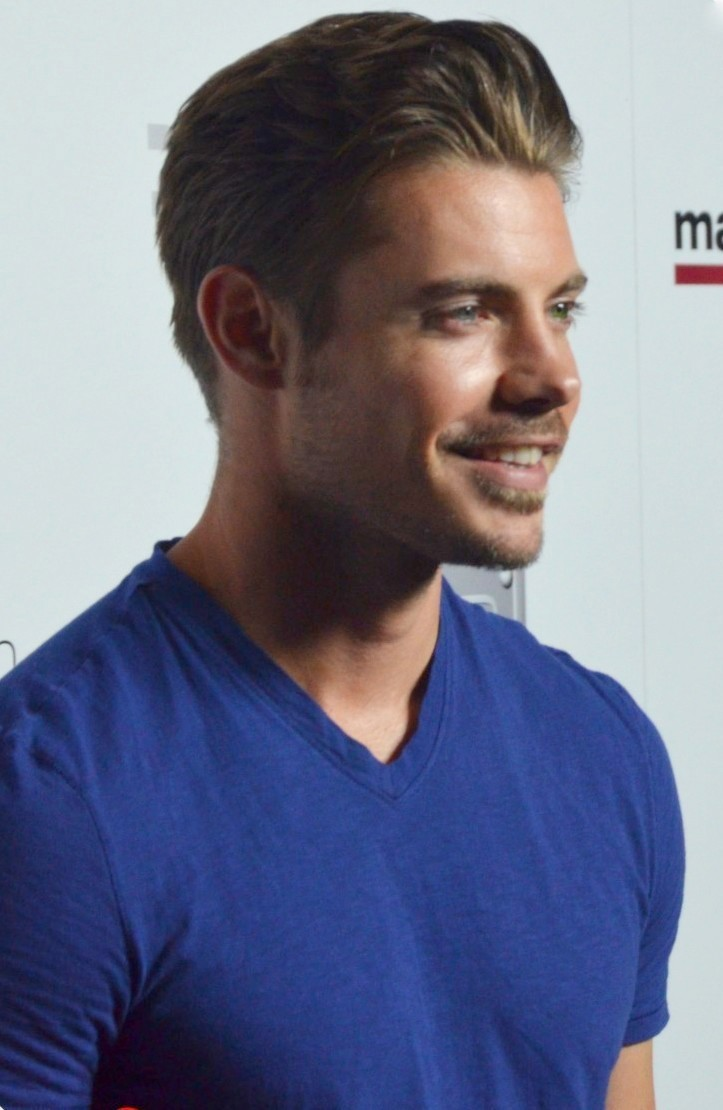
Josh Henderson (2013)

Joshua Baret Henderson (* 25. Oktober 1981 in Dallas) ist ein US-amerikanischer Schauspieler und Sänger.

## Leben und Karriere
Henderson wuchs bei seiner Mutter auf und verbrachte den Großteil seiner Jugend in Oklahoma und Texas. Seinen Schulabschluss machte er im Mai 2000 auf der Tulsa Memorial Senior High School. Er ging zurück nach Texas und bewarb sich 2001 in Dallas bei der Show Pop Stars 2. Henderson war zwei Jahre lang mit Ashlee Simpson liiert, daher war er auch in einigen Folgen der Ashlee Simpson Show zu sehen.
Seine Karriere begann er mit einem Gastauftritt in Meine Familie – Echt peinlich und Do Over – Zurück in die 80er. Danach folgten erste Spielfilme wie Newton und Leeches!. Von 2002 bis 2003 war er als Josh in One on One und 2005 in Meine wilden Töchter zu sehen.
In der Fernsehserie Over There – Kommando Irak (2005) spielte er den Obergefreiten Bo Rider. Bo wird gleich in der ersten Folge durch eine Mine verletzt, ihm muss der Unterschenkel seines rechten Beines amputiert werden. Die folgenden Episoden schildern in einem eigenen Subplot, wie Bo zunächst mit allen Mitteln zurück zu seiner Einheit möchte und dann, wieder zu Hause, mit seiner Frau und seinem kleinen Sohn mit der Situation fertigzuwerden versucht. Für die Szenen, in denen man das fehlende Bein sieht, sprang sein Cousin Clint Mabry, der sein Bein bei einem Unfall verloren hatte, als sein Bodydouble ein.
Am besten ist er für seine Rolle als Austin McCann in der dritten Staffel der erfolgreichen ABC-Serie Desperate Housewives bekannt. Er war dort in den Folgen 2 bis 16 als Neffe von Edie Britt (Nicollette Sheridan) zu sehen. Seine Figur war ein nicht sehr an der Schule interessierter Sonnyboy, der sich mit Julie Mayer (Andrea Bowen) anfreundet, die ihm zuerst ablehnend gegenüberstand. Danach spielte er in den Filmen April, April – Tote scherzen nicht und in The Jerk Theory mit. Außerdem war er im Video zu „He Said She Said“ von Ashley Tisdale zu sehen. Des Weiteren hatte er von 2008 bis 2009 eine dreiteilige Gastrolle als Sean Cavanaugh in 90210.
Im Februar 2011 erhielt er die Hauptrolle des John Ross Ewing III in der Fernsehserie Dallas, der Fortsetzung der gleichnamigen Fernsehserie aus den 1980er-Jahren. Darin spielte er den Sohn von J. R. und Sue Ellen, gespielt von Larry Hagman und Linda Gray.

## Filmografie (Auswahl)
- 2003: Newton
- 2003: Leeches!
- 2003: One on One
- 2004: Eternal Bliss
- 2004: The Girl Next Door
- 2005: Deine, meine & unsere (Yours, Mine and Ours)
- 2006: Step Up
- 2006: Broken Bridges
- 2007: Fingerprints
- 2008: April, April – Tote scherzen nicht (April Fool's Day)
- 2009: The Jerk Theory

Fernsehserie
- 2005: Over There – Kommando Irak
- 2006–2007: Desperate Housewives
- 2012–2014: Dallas
- 2017–2018: The Arrangement

Gastauftritte
- 2002: Meine Familie – Echt peinlich (Maybe It's Me), Folge 1.19
- 2002: Do Over – Zurück in die 80er, Folge 1.7
- 2003: She Spies – Drei Ladies Undercover (She Spies), Folge 2.1
- 2004: North Shore, Folge 1.2
- 2004: Meine wilden Töchter (8 Simple Rules… for Dating My Teenage Daughter), Folge 3.4
- 2005: Rodney, Folge 1.19
- 2008–2009: 90210 Folge 1.10–1.12
- 2010: CSI: Vegas, Episode "Sport & Mord"